# مضيف (طيران)
مُضيف الطَيَران أو مُضيف جَوي بالإنجليزية Cabin Crew, Air Steward أو Flight Attendant للمؤنث Air Hostess هو أحد أفراد الطاقم العامل على الطائرة, وظيفته الأساسية هي المحافظة على سلامة وأمن وراحة المسافرين بعد إغلاق أبواب الطائرة.

## تاريخ الضيافة الجوية

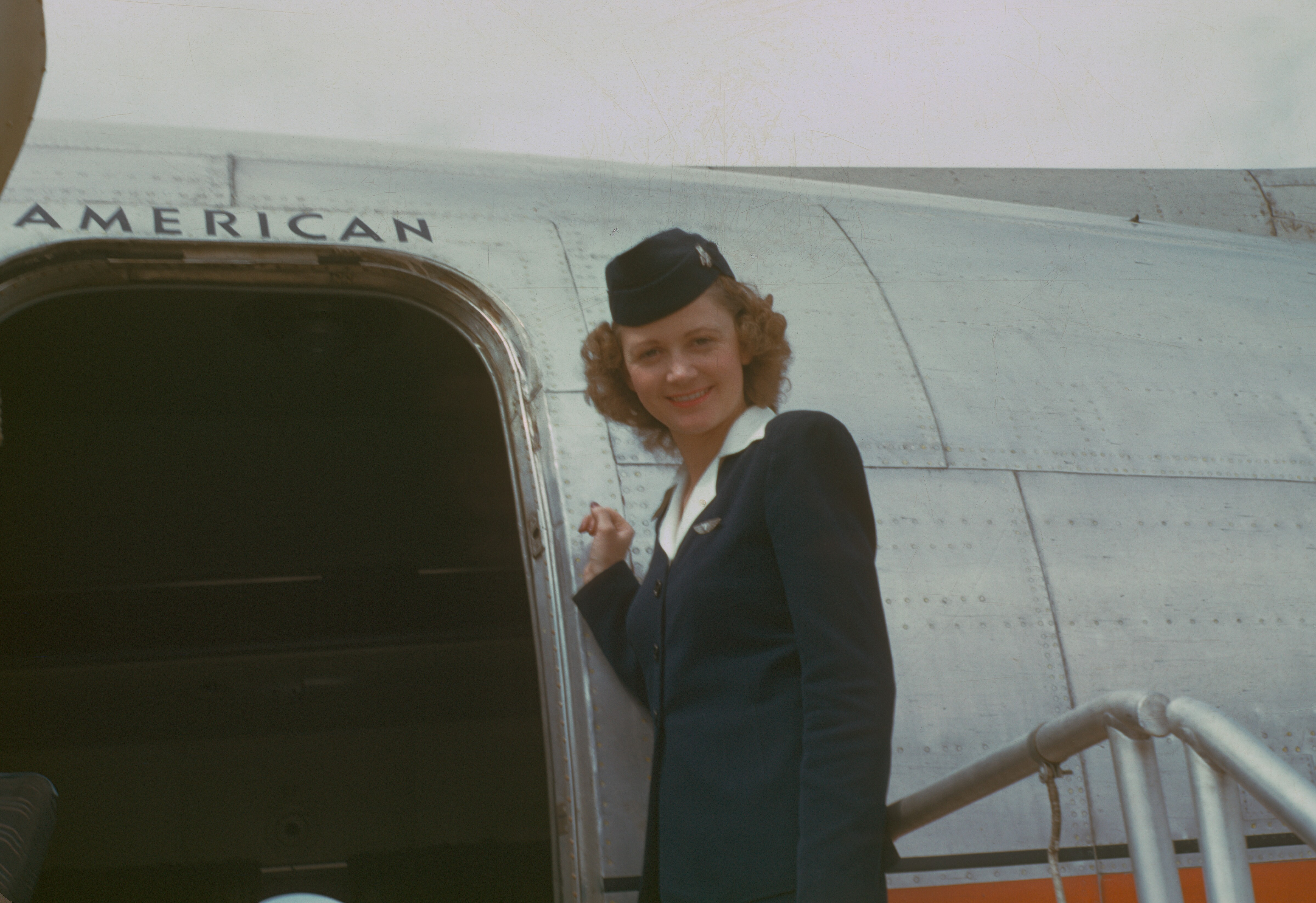
مضيفة طيران تعمل في أميريكان ايرلاينز

وظيفة مضيف الطيران هي نفس وظيفة مضيف البواخر أو القطارات, لكنها في الطيران هي أكثر اختلاطا مع الركاب وذلك بسبب طول السفر.
وظيفة مضيف الطيران الأساسية هي تأمين وصول المسافرين من النقطة (أ) إلى النقطة (ب) بسلام والمحافظة على أمن الركاب وراحتهم.
ظهرت فكرة الضيافة الجوية عام 1912 وكان الألماني هينريك كوبيز Heinrch Kubis أول مضيف طيران في العالم. ومع تزايد عدد المسافرين في العالم وزيادة عدد الرحلات الجوية, دعت الحاجة إلى توظيف مضيفين جويين ذوي خبرة في مجال التمريض للحيلولة دون وقوع حالات مرضية على متن الطائرات, فكانت إلين تشيرش Ellen Church أول مضيفة جوية تحمل شهادة في التمريض.

## وظيفة مضيف الطيران
عندما تغلق أبواب الطائرة وترتفع في السماء فإنها تصبح كبيت طائر, فإذا حصلت أي مشكلة في كابينة الطائرة, فإن من الصعب على الطيار ترك قمرة القيادة والرجوع إلى مؤخرة الطائرة لرؤية ما يحدث وحل المشكلة, وبنفس الوقت فإن من الصعب التكهن بتصرفات عدد كبير من الأشخاص في منطقة مغلقة من غير رقيب, فمن هنا دعت الحاجة إلى وجود من يقوم بهذه الأعمال ومراقبة المسافرين ضمن نظام محدد وكذلك كيفية استعمال معدات الطوارئ الخاصة بالطائرة.
وكأي وظيفة في العالم, فهنالك درجات وظيفية لمضيفي الطيران تمنحهم صلاحيات تختلف عن بعضهم, وترجع هذه الدرجات الوظيفية إلى أقدميتهم في العمل في هذا القطاع (Seniority), مثلها مثل الرتب العسكرية في الجيش, بالإضافة إلى مسؤول طاقم المضيفين على الطائرة.
- قبل صعود الركاب: يقوم مضيف الطيران بتفقد معدات الطوارئ على متن الطائرة ومنها مطافئ الحريق وحقائب الإسعافات الأولية وأسطوانات الأوكسجين وغيرها الكثير, ويقوم كذلك بتفقد الطائرة من أي جسم مشبوه كالقنابل والأسلحة والحقائب المفقودة وغيرها.
- أثناء صعود الركاب: يقوم المضيفون بمساعدة الركاب في الجلوس بالرجوع إلى أرقام مقاعدهم الرسمية على بطاقات الصعود كاحتراز أمني ومراقبة المسافرين ذوو الاحتياجات الطبية كالنساء الحوامل ومرضى السكري والصمّ والبُكم والعميان, ويقومون كذلك بتجهيز الكابينة للإقلاع بتأمين حقائب المسافرين في الخزائن العلوية للطائرة والتأكد من أنها لا تحوي مواد غازية أو سوائل قابلة للاشتعال كالكحول والزيوت ومشتقات نفطية أو مواد ذات روائح منفرّة.
- بعد إغلاق أبواب الطائرة: يقوم المضيفون بشرح قواعد السلامة العامة للركاب (Safety Demonstration) كاستعمال أقنعة الأوكسجين في حالة فقدان ضغط الطائرة (Decompression) والإشارة إلى مخارج الطوارئ في حالة الطوارئ وغيرها, ويتم ذلك إما عبر الشاشات الترفيهية لدى الركاب أو عن طريق الشرح التمثيلي, كما يقومون بالتأكيد على المسافرين بربط أحزمتهم وتثبيت حقائبهم.
- أثناء الإقلاع: يعد الإقلاع والهبوط من أكثر مراحل الطيران خطراً, حيث تشير الإحصاءات إلى أن 80% من حوادث الطيران حصلت ضمن محيط 1كم من منطقة المدرج[3]، فبقاء المضيف جالساً في مقعده مع وضع حزام الأمان وتأهبه لأي حالة طارئة (Silent Review) هي عمل بحد ذاته.
- بعد إزالة إشارة ربط أحزمة المقاعد: يقوم المضيفون بتسخين وتقديم وجبات الطعام والشراب للمسافرين وتلبية حاجاتهم اعتماداً على طول الرحلة وضمن معايير السلامة العامة. كما يقوم المضيف العامل في مقدمة الطائرة أو الدرجة الأولى - إن وجدت - بتفقد أوضاع الطيارين بين الحين والآخر.
- أثناء الرحلة: يقوم المضيفون بمراقبة المسافرين وأوضاعهم منعاً لحدوث أي خرق كالتدخين أو تخريب ممتلكات الطائرة, ومراقبة حالة المرضى الصحية إن استدعى الأمر.
- الهبوط: يقوم طاقم المضيفين قبل الهبوط بالتجهيز لعملية الهبوط وتأكيد ربط أحزمة المسافرين وتثبيت أمتعتهم, وكذلك تثبيت معدات الطائرة كالأباريق والخزائن وعربات الطعام.
- بعد فتح أبواب الطائرة: يقوم المضيفون بتوديع المسافرين والتأكد من خلو الطائرة من أي أمتعة أو أجسام غريبة.

يجب على مضيف الطيران أن يكون واعياً لقواعد سلامة الطيران وفق نظام كتاب السلامة العامة (Safety Manual) الذي تشرحه شركة الطيران المشغلة والموافَق عليه من اتحاد النقل الجوي الدولي (IATA) والمنظمة الدولية للطيران المدني (ICAO), كما يجب عليه أن يكون متنبهاً لجميع العوامل المحيطة به كأي خلل في الطائرة أو استنشاق للروائح الغريبة أو تصرف لمسافر يمكن أن يهدد سلامة الرحلة بالإضافة للحالات المرضية للمسافرين والطاقم.

## مؤهلات مضيف الطيران
تختلف مؤهلات المضيف الجوي باختلاف سياسات شركات الطيران, وتختلف كذلك بين المضيف والمضيفة, لكن بشكل عام هنالك قواعد أساسية يجب أن تنطبق على المضيف الجوي ومنها:
- العمر: تعتبر العديد من دول العالم أن سن الـ18 هو السن القانوني للعمل, فلذا تم قبول هذا السن في معظم شركات الطيران، في حين أن أغلب شركات الطيران العربية حددت السن في 21 سنة للراغبين بالالتحاق بها كمضفيين جويين.
- الحالة الاجتماعية: تفضل معظم شركات الطيران توظيف الأشخاص العزب بحكم طبيعة العمل الذي ليس به أي اوقات محددة فقط تكون الرحلة الجوية مبرمجة في أي وقت مما يتطلب حضور المضيف الجوي للعمل.
- المستوى التعليمي: تختار شركات الطيران مضيفيها الجويين الحاصلين على الأقل على شهادة اتمام الدراسة الثانوية أو شهادة تعادلها وليس دون ذلك, لكن هنالك العديد من الشركات أصبحت لا تقبل هذا المستوى التعليمي, فيتوجب على مقدم الطلب لديها أن يكون حاصلاً على شهادة جامعية كحد أدنى, وتُعطى الأولوية للمتخصصين في مجال إدارة الفنادق والمجالات الطبية كالممرضين والصيادلة والأطباء.
- الطول والوزن: ترى شركات الطيران في الطول والوزن مؤهلاً لقبول المضيف الجوي, حيث أن هنالك بعضاً من معدات الطورائ تكون مخزونة في خزائن مرتفعة, وكذلك فإن التعامل مع حالات الطوارئ يحتاج إلى لياقة جسدية عالية وقوة بدنية .
- الصحة: يجب أن يمتلك المضيف الجوي جسم صحي خالٍ من الأمراض وحاسة بصر وسمع قويين, حيث يخضع المضيف لفحص صحي دوري من قبل طبيب معتمد من طرف الشركة، ويختلف عدد السنوات للقيام بهذا الفحص بالنسبة لكل شركة، وغالباً ما يكون الفحص سنويا بالنسبة للذين اجتازوا أربعين عاماً، وسنتين بالنسبة لاقل من أربعين عام.
- السباحة: يستحيل ان تجد مضيفاً جوياً لا يعرف السباحة لان جميع شركات الطيران تفرض على المضيفين إجراء اختبار للسباحة قبل قبولهم للعمل.
- اللغات: لغة الطيران المعمول بها في جميع دول العالم هي اللغة الإنجليزية وشرط على المضيف أن يتقن هذه اللغة, وتحبّذ شركات الطيران أن يتكلم المضيف بلغات أخرى إلى جانب الإنجليزية وذلك حسب وجهات رحلات الشركة.
- التدخين وتعاطي الكحول والمخدرات: المدخنون ليسوا محبوبين عند شركات الطيران, لأن المدخن يمكن أن يحتاج لرعاية صحية في الوقت الذي من المفترض أن يكون هو الراعي الصحي لغيره, وكذلك الأمر بالنسبة لمتعاطي الكحول, أما بالنسبة لمدمني المخدرات فهم مرفوضين لهذه الوظيفة.
- اجتياز الاختبارات: تمتحن شركات الطيران مقدمي طلبات التوظيف بعدة اختبارات, كفحص اللغة الإنجليزية, واختبار الذكاء (IQ Test) ويجب على الطالب أن ينجح في هذه الاختبارات بعلامة نجاح تحددها الشركة, فبعض الشركات تحدد علامة 80% للنجاح.
- المقابلات الشخصية: تتم مقابلة المتقدمين للوظيفة من قبل أناس مختصين, حيث يرون تصرفاتهم وردة فعلهم وأسلوبهم في التكلم وغير ذلك.

## الدورات المؤهلة لوظيفة مضيف الطيران

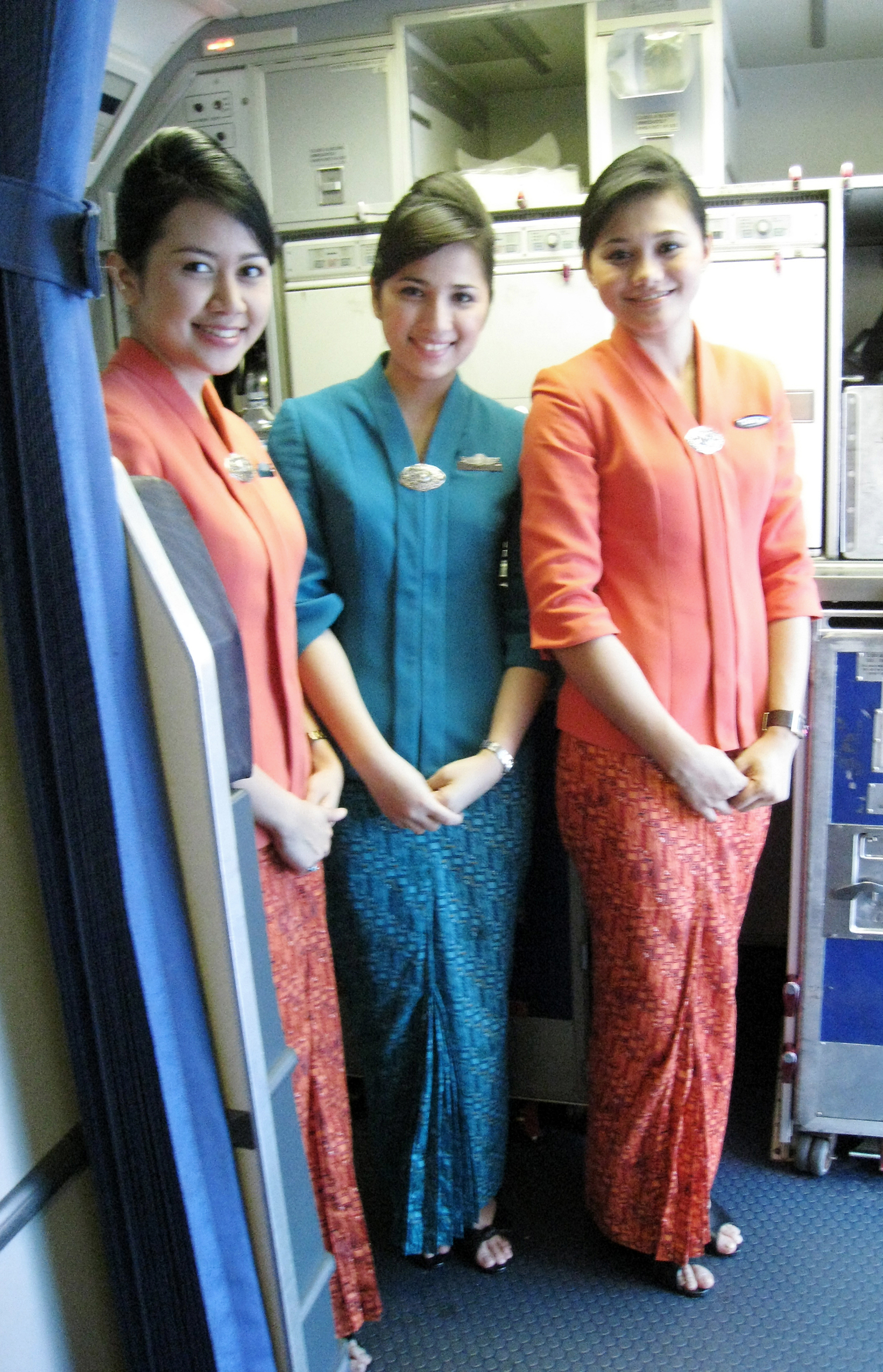
مضيفات طيران يعملن في جارودا إندونيسيا

بما أنه من المكلف جداً على شركة الطيران أن تحجز على كل رحلة مقاعد لممرضين ورجال إطفاء ورجال شرطة وخبراء تفكيك قنابل وغيرهم, فقد لجأت شركات الطيران إلى تدريب مضيفيها على أساسيات التعامل مع المخاطر على متن الطائرة إن حدثت, حيث تقوم بتدريب تشبيهي لمضيفيها في مراكز تدريبية معتمدة لدى سلطة الطيران المدني. ومن هذه الدورات:
- دورات على الطائرات العاملة في شركة الطيران: حيث يتعرف المضيف على الطائرات التي تملكها الشركة والأجهزة والأدوات الموجودة في كل طائرة على حدا وكيفية التعامل معها في حالة الطوارئ, ومن هذه الدورات يحصل المضيف على رخص تؤهله للعمل على تلك الطائرات.
- دورة الإسعافات الأولية: (First Aid Course) وفيها يتعرف المضيف على الحالات المرضية التي يمكن أن يواجهها مع المسافرين وكيفية التعامل معها مثل: جلطات القلب والدماغ والنوبات والتوليد ووالكسور والأنزفة بأنواعها وغيرها الكثير.
- دورة المواد الخطرة: (Dangerous Goods) يتعرف المضيف فيها على المواد المحظورة والسامة التي يمكن للمخربين دسها في الطائرة وكيفية التعامل معها.
- دورة أمن الطائرة وركابها: (Security) يتدرب فيها المضيف على طرق التعامل مع الأشخاص المخربين أو الذين من الممكن أن يعكّروا مسار الرحلة كالأشخاص الذين يكونون تحت تأثير الكحول والعقاقير المخدرة أو المبعدون عن البلد وغيرهم.
- دورة إدارة علاقات العملاء: (Crew resource Management) أو (CRM) وهي دورة معنية بتعليم أساليب التعامل مع الأشخاص سواء كانوا مسافرين أو زملاء عمل أو غيرهم على اختلاف أطباعهم وتعاليمهم وعاداتهم.

يمكن من خلال الدورات السابقة أن يتعرف المضيف على كيفية التعامل مع أي طارئ على متن الطائرة, ولكن بسبب طبيعة النسيان لدى الإنسان وندور حدوث تلك الحوادث, فقد أجبرت سلطات الطيران المدنية شركات الطيران بعمل دورات تذكيرية (Refresher Courses) للمضيفين كل عام وبشكل دوريّ بهدف التذكير بهذه المعلومات وإضافة أي تعديل عليها.
- دورة حُسن الضيافة: (Hospitality) وهي دورة اختيارية تطلبها بعض شركات الطيران من مضيفيها لمرة واحدة, وفيها يتعرف المضيف على أنواع الأطعمة والشراب التي تقدمها شركة الطيران لمسافريها وطرق تقديمها.

## دوام مضيفي الطيران
تتباين شركات الطيران في العالم بتحديد ساعات عمل مضيفيها, فمثلاً بعض شركات الطيران لا تخضع لأي سلطة أو نظام, ففي هذه الحالة تعتمد ساعات عمل المضيف على عدد الساعات التي تحتاجها الرحلة بغض النظر عن مدى الرحلة وعدد أفراد الطاقم, فهي في نظر الشركة رحلة ويجب أن تتم. أما قانونياً, فهنالك نظام محدد تعتمده سلطات الطيران المحلية وتفرضه على شركات الطيران وهو كذلك يختلف حسب سياسة سلطة الطيران المدني في ذلك البلد, حيث تستطيع الشركات تقليل ساعات عمل المضيفين عن الساعات المحددة, لكن لا يمكنها زيادة عدد الساعات عن السقف المقرر.
تتفق شركات الطيران على تقسيم المسافرين (نظرياً) إلى مجموعات, كل مجموعة فيها 50 مسافر وعنهم مضيف طيران واحد, فمثلاً طائرة تتسع لـ140 مسافراً تتطلب 3 مضيفين طيران على الأقل, وهو ما يسمى الطاقم الأساسي (Basic Crew), وسقف عمل هذا الطاقم لكل رحلة هو 14 ساعة طيران.
وفي حالة زيادة ثلث عدد المضيفين إلى عدد الطاقم الأساسي, مثلاً: طاقم أساسي على نفس الطائرة بـ3 مضيفين بعد زيادة الثلث سيصبحون 4 ,يطلق على هذا الطاقم اسم طاقم زائد (Augmented Crew) وسقف عمله هو 17 ساعة طيران.
وعند مضاعفة عدد الطاقم الأساسي, على نفس الطائرة في المثال السابق, يصبح عدد الطاقم 6 مضيفين ويسمى في هذه الحالة طاقم مضاعف (Double Crew) ويصبح سقف ساعات الطيران له هو 20 ساعة.
كما أصبحت هنالك هيئات ونقابات رسمية للعاملين بالنقل الجوي تطالب بتقليل ساعات العمل وتوفير أساليب الراحة للعاملين بقطاع الطيران تحديد سقف 75 ساعة طيران في الشهر بدلاً عن 100 ساعة (Duty Limitation) وغيرها الكثير.

## الدرجات الوظيفية
بعد استكمال المضيف لجميع دوراته التدريبية وبداية مزاولة مهنته, تطلق شركة الطيران عليه اسم مضيف متدرب (Safety Trainee) وهي فترة تتراوح بين اسبوع إلى 3 أشهر, يتعرف خلالها المضيف على طبيعة عمله عن كثب.
بعد انتهائه من فترة تدريبه العملي, يبدأ المضيف عمله كعمل أي مضيف آخر ولكن في الدرجة السياحية ويستمر عمله فيها فترة تتراوح بين عام إلى عامين تحت اسم مضيف مبتدئ (Junior) إلى أن ينتقل إلى درجة رجال الأعمال - إن وجدت - بعد استكمال دورة في الضيافة لهذه الدرجة, يعمل المضيف في هذه الدرجة لمدة عامين تقريباً تحت مسمى مضيف ذو خبرة (Senior) ومن ثم ينتقل إلى الدرجة الأولى - إن وجدت - بعد استكماله لدوراتها.

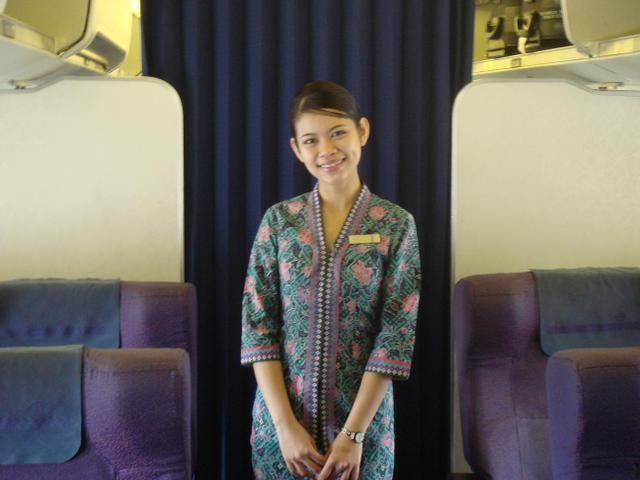
مضيفة طيران ترتدي الزي التقليدي الماليزي الخطوط الجوية الماليزية

أوجدت بعض شركات الطيران وظيفة مراقب طائرة (Purser) ويعتبر هو مسؤول طاقم الضيافة على الطائرات الصغيرة مثل طائرة بوينغ 737 وطائرة إيرباص إيه 320, وبعد عامين يستلم منصب مدير رحلة (Supervisor) أو (Flight Manager) تبعاً لمسمى المنصب لدى شركة الطيران وهو مدير طاقم الطائرة والمسؤول عنها بغض النظر عن حجم الطائرة وطول الرحلة, وبعد 4 أعوام على موقع مدير رحلة, ينتقل إلى وظيفة مفتش مراقبة الجودة (Quality Control Inspector) اختصارها (QCI) ووظيفته إدارة مجموعة من الرحلات ورفع المشكلات والاقتراحات إلى مدير دائرة الخدمات الجوية (In-flight Services Director) والذي يسبقه الأخير في الخدمة بأربعة أعوام, وهو مسؤول عن كل شيء يتعلق بالضيافة وإدارتها.

## الزي الرسمي
تنتقي شركات الطيران لمضيفيها أفضل أنواع الزي الرسمي (Uniform) وأكثرها راحة وأناقة, كما أن بعض شركات الطيران وخاصة الآسوية منها, تختار زي مضيفيها شبيهاً لزي البلد التقليدي, كالخطوط التايلاندية وطيران الهند والخطوط الجوية السنغافورية وغيرها, حيث تجده الشركة بوابة حضارية لجذب السياح إلى بلادهم.

## معرض صور

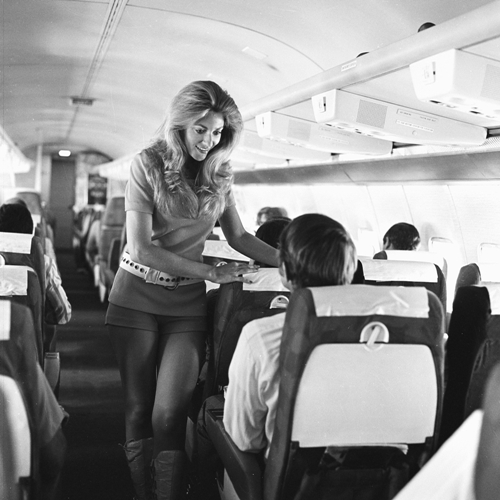
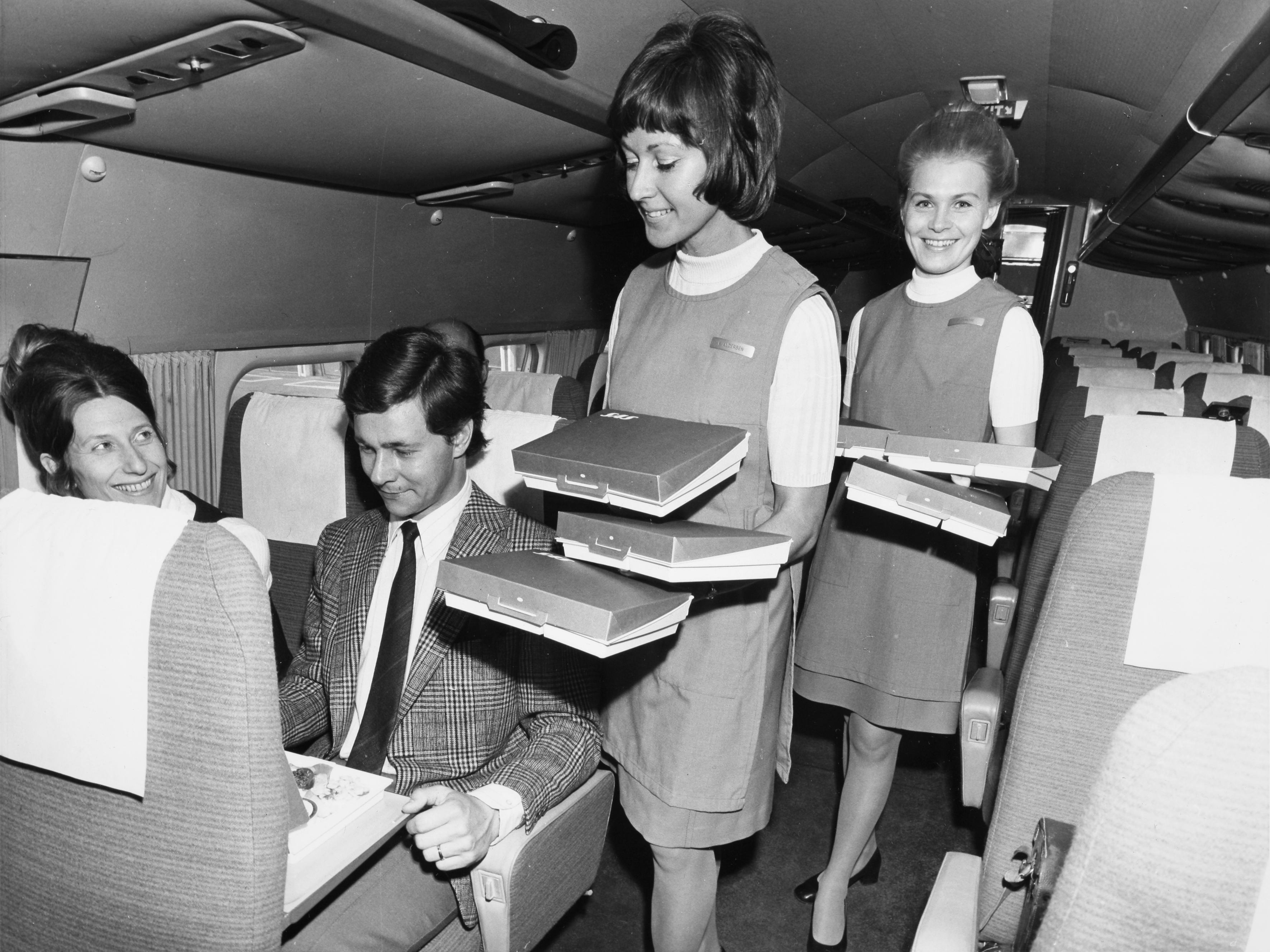
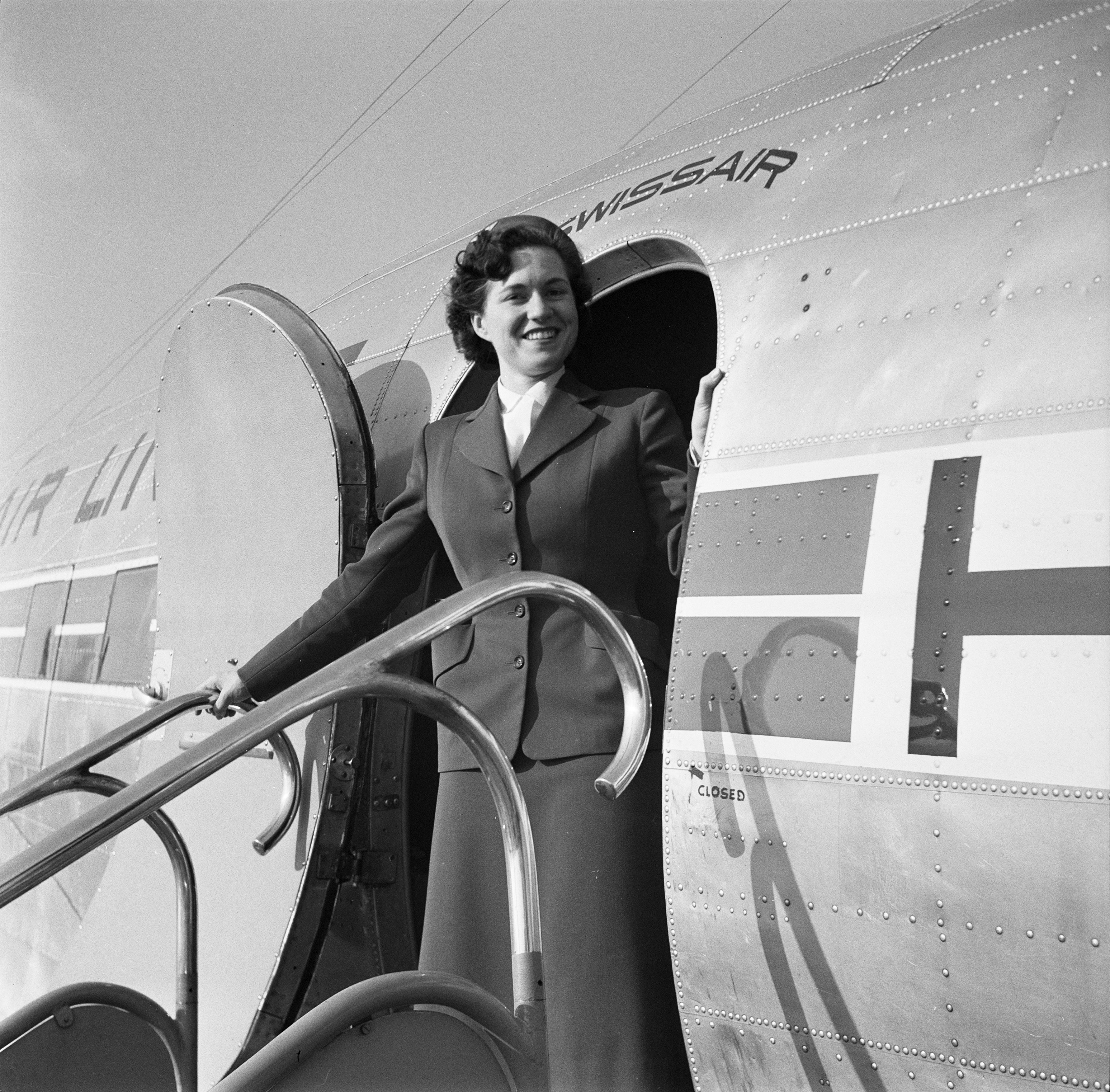
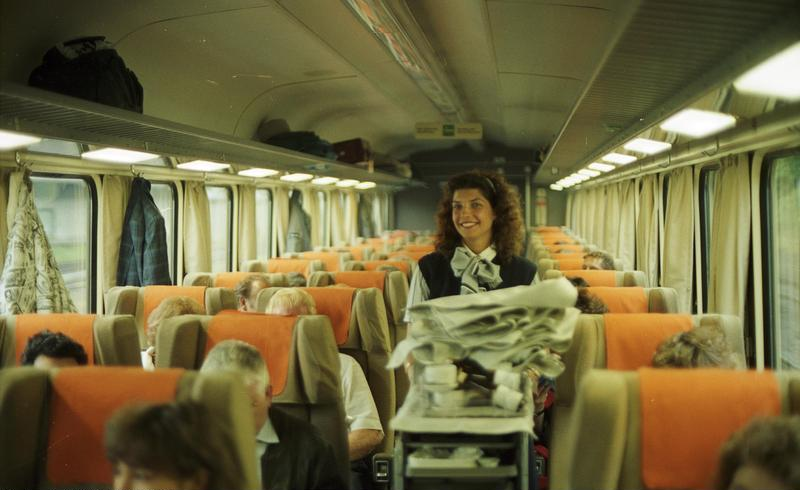
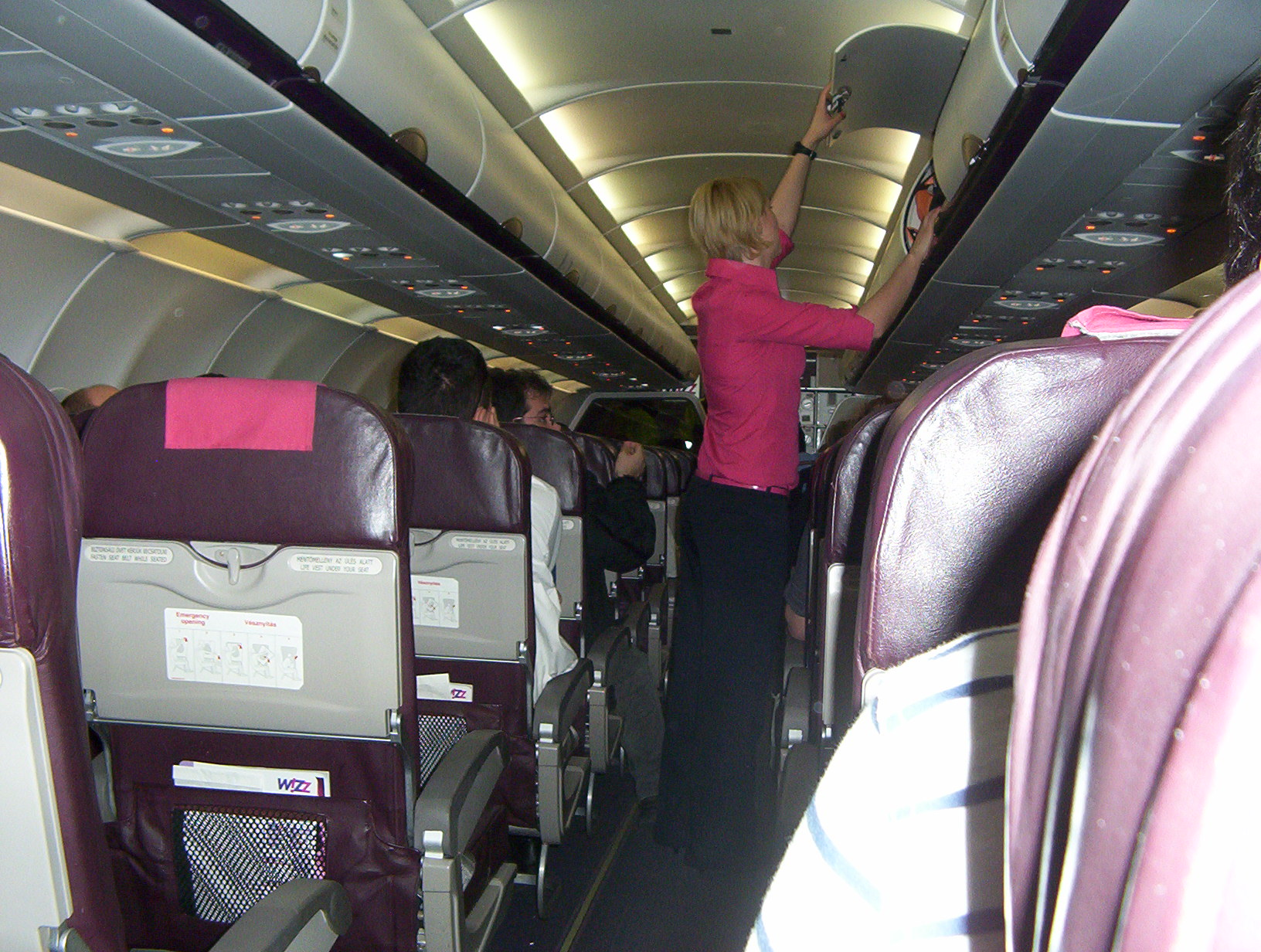
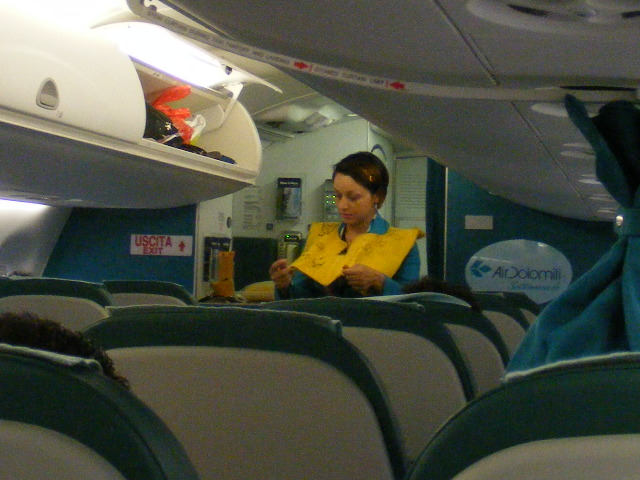